# Juan Sebastián Verón
Juan Sebastián Veron (* 9. března 1975, La Plata, Argentina) je bývalý argentinský fotbalista, syn fotbalisty Juana Ramóna Veróna. V současnosti má italské občanství. Naposled byl kapitánem Estudiantes de La Plata. Pelé ho roku 2004 zařadil mezi 125 nejlepších žijících fotbalistů. V letech 2008 a 2009 se stal nejlepším fotbalistou Jižní Ameriky.